# Embelia gallatlyi
Embelia gallatlyi är en viveväxtart som beskrevs av George King och Gamble. Embelia gallatlyi ingår i släktet Embelia och familjen viveväxter. Inga underarter finns listade i Catalogue of Life.